# Transgender Day of Remembrance
Il Transgender Day of Remembrance o TDoR è una ricorrenza della comunità LGBT per commemorare le vittime dell'odio e del pregiudizio verso le persone transgender (transfobia).
L'evento, che si celebra il 20 novembre, venne introdotto da Gwendolyn Ann Smith in ricordo di Rita Hester, il cui assassinio nel 1998, avvenuto a ridosso della data in cui si celebra la ricorrenza, diede avvio al progetto web "Remembering Our Dead" e nel 1999 a una veglia a lume di candela a San Francisco. Da allora l'evento è cresciuto fino a comprendere commemorazioni in centinaia di città in tutto il mondo.

## Commemorazioni in Italia
In diverse città italiane, ogni anno, è organizzata una commemorazione. In particolare, a Roma il 20 novembre, in ricordo dell'omicidio di Andrea Oliviero il TDoR si celebra presso la stazione di Roma Termini oltre che alla Gay Street, mentre a Torino si celebra attraverso la Trans Freedom March.
Il 20 novembre 2016 si è celebrato il primo TDoR anche a Sanremo: si è trattato del primo evento interamente dedicato alla causa transgender mai organizzato in provincia di Imperia. L'evento è stato organizzato dal Movimento Imperiese Arcobaleno (comitato territoriale Arcigay Imperia) e AGedO.
Nel 2017 il TDoR a Roma, si svolge nel luogo del ritrovamento del corpo di una giovane ragazza trans nei pressi della Metro Eur Magliana. L'omicidio, che sconvolge la comunità LGBT romana, porta a concentrarsi il 19 dicembre alle ore 20:00 nel parco del Turismo, dove è stato ritrovato il cadavere. L'appello parte da Arcigay.

## Transgender Day of Remembrance Webcomics Project

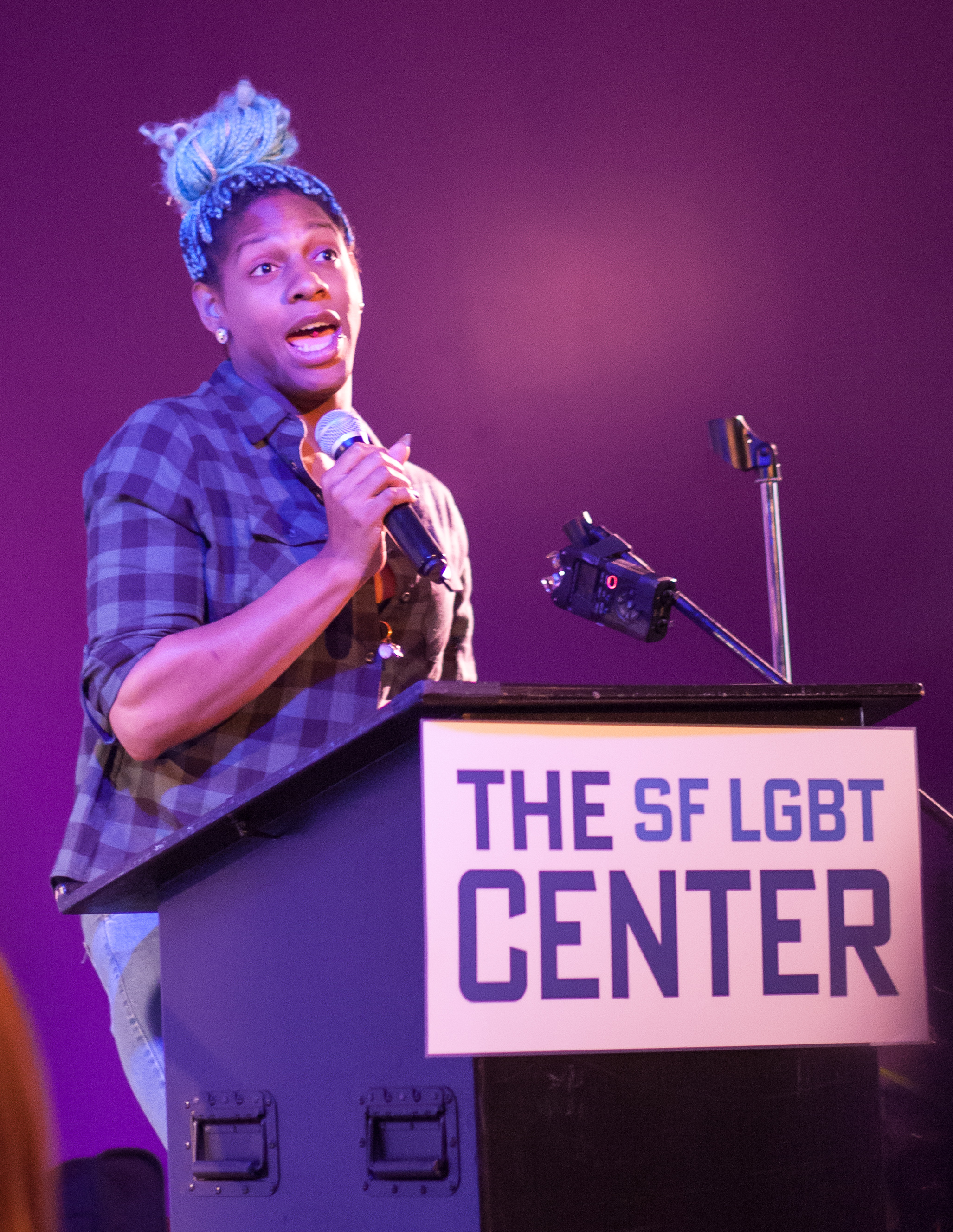
CeCe McDonald parla al Transgender Day of Remembrance 2015 a San Francisco.

Il Transgender Day of Remembrance Webcomics Project è un evento on-line creato da Jenn Dolari ed Erin Lindsey per il Transgender Day of Remembrance: i creatori di diversi web comic disegnano una pagina ciascuno dedicata alla ricorrenza del 20 novembre.
Originariamente il progetto era un fumetto crossover tra Venus Envy e Closetspace per il sesto Day of Remembrance (2004), ma la partecipazione crebbe fino a includere durante il primo anno un totale di nove web comic. La manifestazione ha continuato a tenersi da allora; una galleria permanente delle pagine è ospitata dal sito web di Jenn Dolari.